# CBC交響楽団
CBC交響楽団（CBC Symphony Orchestra）は、カナダのトロントを本拠地として活動していたオーケストラ。

## 概要
1952年にCBC（カナダ放送協会）の音楽部長だったジェフリー・ウォディントンがCBC専属のオーケストラとして創設した。1952年9月29日にシベリウスの交響曲第3番とロッシーニの『チェネレントラ』序曲を演奏して放送デビューを飾った。毎週の放送枠での演奏やテレビ出演などをこなし、音楽監督のウォディントンによってトーマス・ビーチャム、ジョン・バルビローリ、エフレム・クルツ、ヨーゼフ・クリップスやピエール・ブーレーズなど国外の指揮者が客演に呼び込まれた。国内の指揮者も積極的に登板し、ハインツ・ウンガーやジャン＝マリー・ボーデなどがたびたび指揮台に上がっている。また、イーゴリ・ストラヴィンスキーも自作の録音の際に、このオーケストラを用いていくつかの録音を行った。
団員はトロント交響楽団との掛け持ちが多く、ウォディントンが1963年にCBCの音楽部長の座から離れると、1964年3月7日のトロント大学での演奏会をもって解散した。